# Sângeorz-Băi
Sângeorz-Băi, mai demult Sângiorgiul Român, Sângeorzul Român (în dialectul săsesc Gergn, Sänt-Jorich, Sänt-Gergn, Gergnâ, în germană Rumänisch-Sankt-Görgen, Sankt Georgen, Georgenau, în maghiară Oláhszentgyörgy, Naszódszentgyörgy) este un oraș în județul Bistrița-Năsăud, Transilvania, România, format din localitățile componente Cormaia, Sângeorz-Băi (reședința) și Valea Borcutului.
Așezarea este cunoscută în documente din anul 1245 sub denumirea de San Gurgh.

## Istorie
Din epoca bronzului avem atestat așezări umane, pe urmă în perioada dacică și daco-română, localitatea se află înafara limesului roman, în zona dacilor liberi, peste Munții Suhard.
Primele așezări sunt atestate în partea de est a localități, pe așa numitele Pe sub Coastă denumire dată deoarece existau mici ridicături, pe urmă localitatea s-a extins spre nord, azi cu denumirea de Pe Rogină, apoi și spre vest pe Valea Borcutului. 
Populația localității este formată din băștinașii, cu origini neclare, dar posibil din populații de agatârși, bastarni și carpi. Al doilea val de populații au fost imigranții reprezentați de maghiari, huni și tătari. Coloniști străini au fost cel de-al treilea val de populații aceștia fiind cavaleri teutoni și călugări benedictini.
A făcut parte o perioadă din Voievodatul Văii Rodnei, așezările cuprinse au fost bazinul superior al Someșului Mic, de la Mocod în sus. 
În epoca medievală au existat invazii tătare din 1241 și 1285 care au devastat o mare parte din gospodăriile localnicilor. 
Prima atestare în documente a fost din anul 1245, pe când Valea Rodnei, opidul Rodna și Sîngeorzul precum alte opt localități formau o unitate administrativ-teritorială care era sub ordinele regelui ungar și administrat de comitatul secuiesc. 
În secolul al XV-lea, localitatea va primi un nume nou, Zentihgygurgh, și revine sub posesia lui Mihai Jakch  care o primește cu același titlu pe care Nicolaie Kemer l-a primit de la regina Ungariei [Adică, pe românește?] în care așezarea a fost zălogită, fiind nevoiți să plătească tribut Ungariei.
În 1453, localitatea s-a aflat în posesia lui Iancu de Hunedoara, pe urmă a fiului său, regele Matia, care în anul 1475 vor încredința comuna magistratului sas al Bistriței. [Care dintre cei doi?]
În 1717 au avut loc jafuri de bunuri și robiri de oameni. [Comise de către...?]
În cadrul revoluției de la 1848-1849 trupele maghiare au provocat pagube comunei. În 1876 Sîngeorz-Băi face parte din Districtul Autonom Românesc al Năsăudului din comitatul Bistrița-Năsăud. În 1944 septembrie trupele germano-hortyste au ocupat localitatea, tot în această perioadă fiind deportați evreii din localitate, au existat pierderi umane și materiale. În 1950 face parte din raionul Năsăud cu statut de comună, cuprinzând în 1956 satele Cormaia și Valea Borcutului. Devine oraș în 1958 cu denumirea de Sîngeorz-Băi, fiind alipite cele două sate menționate mai sus.
În ultimele secole a fost cunoscută utilitatea apelor minerale, ale căror efectele terapeutice au fost recunoscute din 1770 de câtre oficilitățile de la Viena, an în care apare pe hărțile imperiale ca localitate cu apă minerală. În revista Gesundbrunnen, publicată în anul 1777, apare prima descriere sumară a efectelor apelor minerale asupra organismului. A urmat timp de două secole formarea ca stațiune balneo-climaterică cunoscută cu denumirea de Băile Hebe.
În anii 1945-1950 stațiune a fost preluată de Ministerul Sănătății, perioada în care toate vilele private din localitate au fost trecute în posesia statului comunist. 
În anii 1955-1957, s-a încercat îmbutelierea  apei minerale la sticlă în scopul comercializării. 

## Generalități
Orașul Sângeorz-Băi are o populație de de 9.679 de locuitori.

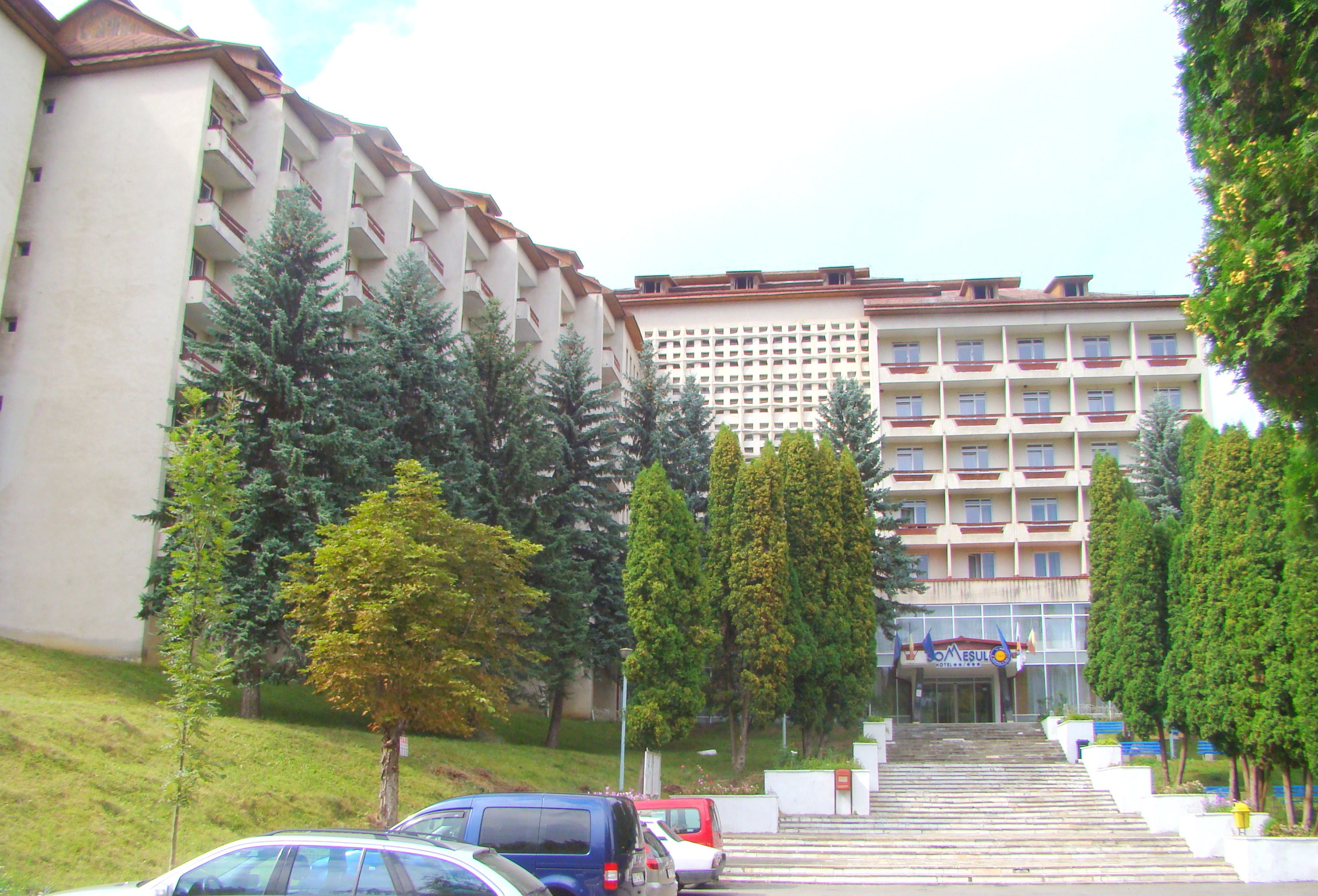
Hotel „Someșul” din Sângeorz Băi

Localitatea este stațiune balneo-climaterică, fiind așezată in partea de nord-est a județului Bistrița-Năsăud. Este traversată de râul Someșul Mare. Apa minerală de aici - în total zece izvoare - a făcut din localitate o stațiune de munte îndrăgită de turiști, in special de cei care urmează un tratament climateric (afectiuni ale aparatului digestiv și afecțiuni reumatismale). Hotelul "Hebe", cu 900 de locuri, dar si fostul hotel "UGSR" (actualul Hotel Someșul 2**), cu 600 de locuri, asigură, pe lânga o serie de vile, pensiuni și cabane, posibilităti optime de cazare la standarde de la o stea la 3 stele. Aerul curat de munte este un alt avantaj al acestei localități de la poalele Munților Rodnei.
Localități limitrofe: Maieru (spre nord-est) și Ilva Mică (spre sud-vest).
Situată la poalele Munților Rodnei (cei mai mari munți din Carpații Orientali), în apropiere de Parcul Național al Munților Rodnei, localitatea se află la 465 m altitudine, înconjurată de păduri de fag, brad, pin și molid.

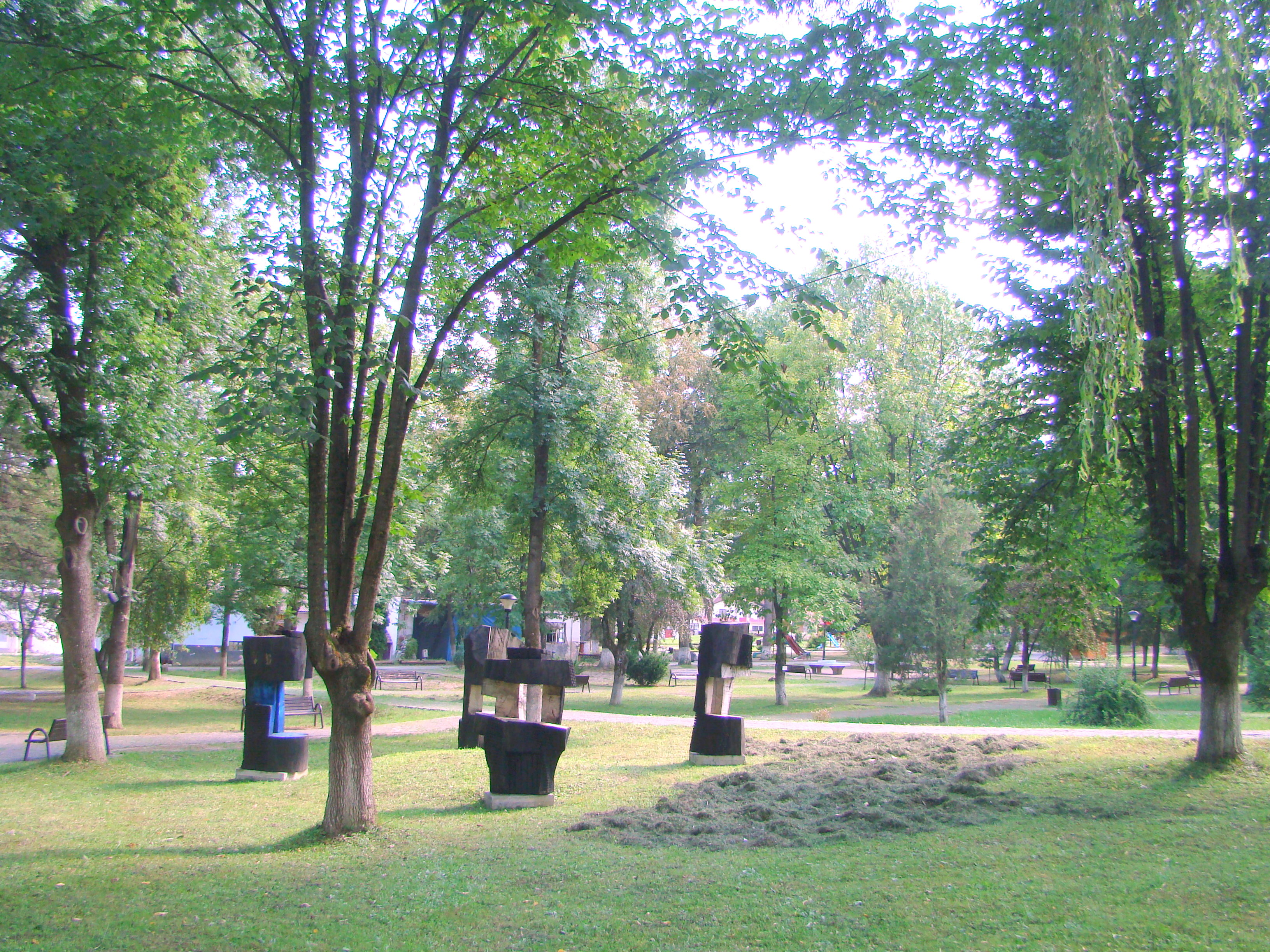
Parcul stațiunii

Aici se află 9 tipuri diferite de izvoare de apă minerală, cu proprietăți de vindecare pentru afecțiuni ale tubului digestiv, ale ficatului sau care pur și simplu te ajută să-ți păstrezi sănătatea. Proprietățile acestor izvoare minerale concurează cu mult mai cunoscutele stațiuni Vichy-Franța sau Karlovy Vary-Cehia.

Tratamentul se face într-o bază de tratament modernă care aparține stațiunii, dotată cu instalații de hidroterapie, electroterapie, instalații pentru băi calde cu apă minerală și mofete. De asemenea stațiunea are și instalații pentru aerosoli și inhalații, instalații pentru împachetări cu parafină și săli de gimnastică medicală.

## Demografie
Componența etnică a orașului Sângeorz-Băi
     Români (90,82%)
     Romi (1,15%)
     Alte etnii (0,13%)
     Necunoscută (7,89%)
Componența confesională a orașului Sângeorz-Băi
     Ortodocși (61,36%)
     Penticostali (25,55%)
     Greco-catolici (4,07%)
     Alte religii (0,9%)
     Necunoscută (8,12%)
Conform recensământului efectuat în 2021, populația orașului Sângeorz-Băi se ridică la 10.931 de locuitori, în creștere față de recensământul anterior din 2011, când fuseseră înregistrați 9.679 de locuitori. Majoritatea locuitorilor sunt români (90,82%), cu o minoritate de romi (1,15%), iar pentru 7,89% nu se cunoaște apartenența etnică. Din punct de vedere confesional, majoritatea locuitorilor sunt ortodocși (61,36%), cu minorități de penticostali (25,55%) și greco-catolici (4,07%), iar pentru 8,12% nu se cunoaște apartenența confesională.

## Politică și administrație
Orașul Sângeorz-Băi este administrat de un primar și un consiliu local compus din 17 consilieri. Primarul, Cătălin-Grigore Bota[*], de la Partidul Național Liberal, este în funcție din 1 noiembrie 2024. Începând cu alegerile locale din 2024, consiliul local are următoarea componență pe partide politice:
|  | Partid                          | Consilieri | Componența Consiliului | Componența Consiliului | Componența Consiliului | Componența Consiliului | Componența Consiliului | Componența Consiliului | Componența Consiliului | Componența Consiliului | Componența Consiliului |
|  | ------------------------------- | ---------- | ---------------------- | ---------------------- | ---------------------- | ---------------------- | ---------------------- | ---------------------- | ---------------------- | ---------------------- | ---------------------- |
|  | Partidul Național Liberal       | 9          |                        |                        |                        |                        |                        |                        |                        |                        |                        |
|  | Partidul Social Democrat        | 5          |                        |                        |                        |                        |                        |                        |                        |                        |                        |
|  | Alianța Dreapta Unită           | 2          |                        |                        |                        |                        |                        |                        |                        |                        |                        |
|  | Alianța pentru Unirea Românilor | 1          |                        |                        |                        |                        |                        |                        |                        |                        |                        |

### Evoluție demografică
La recensământul din 1930 au fost înregistrați 3.812 locuitori, dintre care 3.591 români, 105 țigani, 97 evrei ș.a.
Sub aspect confesional populația era alcătuită din 3.680 greco-catolici, 97 mozaici, 17 ortodocși ș.a.
|  | Graficele sunt indisponibile din cauza unor probleme tehnice. Mai multe informații se găsesc la Phabricator și la wiki-ul MediaWiki. |

Date: Recensăminte sau birourile de statistică - grafică realizată de Wikipedia

## Obiective turistice
- Biserica de lemn din Sângeorz Băi
- Vila nr.1 (monument istoric)
- Muzeul de Artă Comparată
- Mănăstirea Cormaia

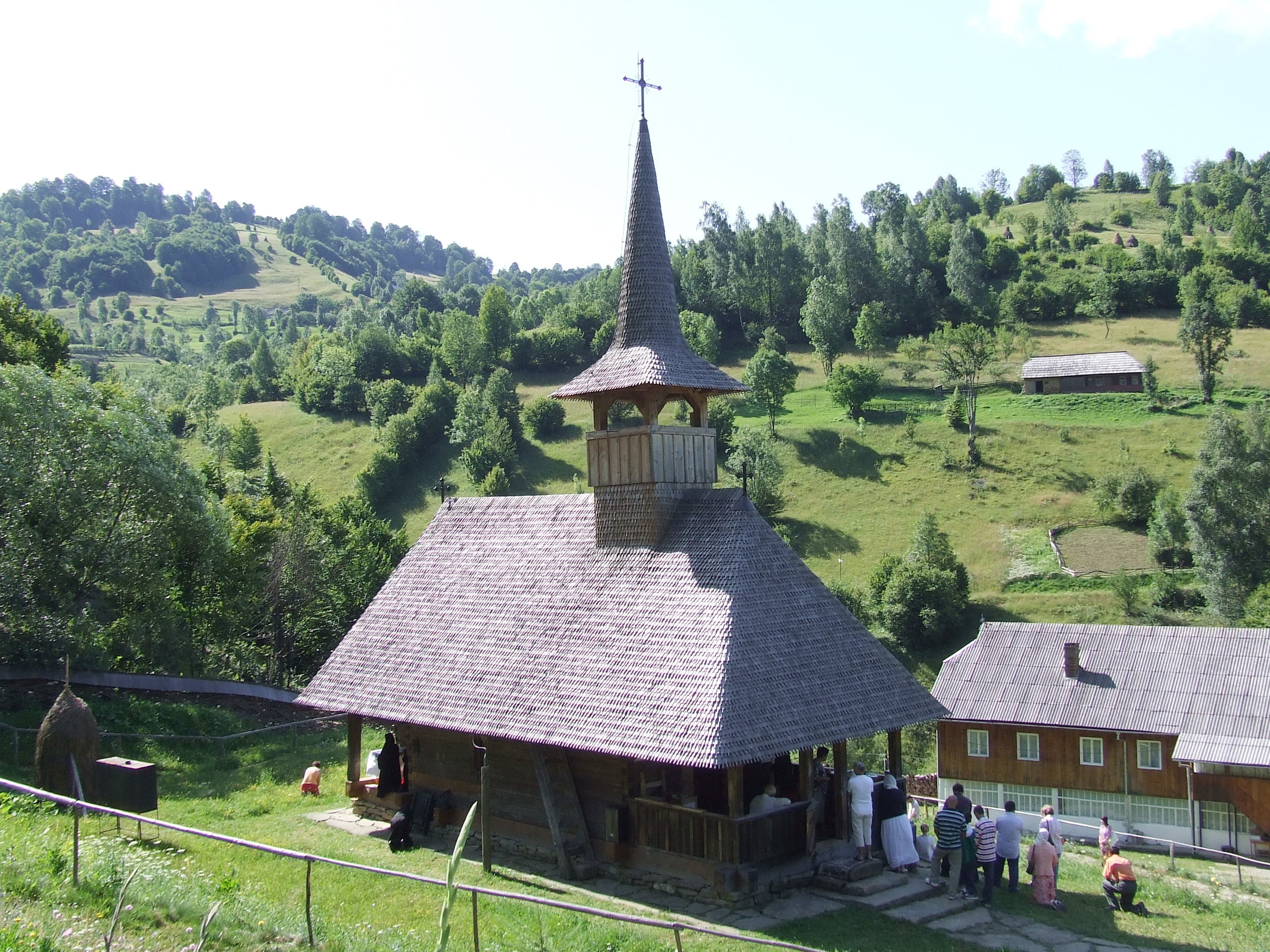
Biserica de lemn din Sângeorz-Băi

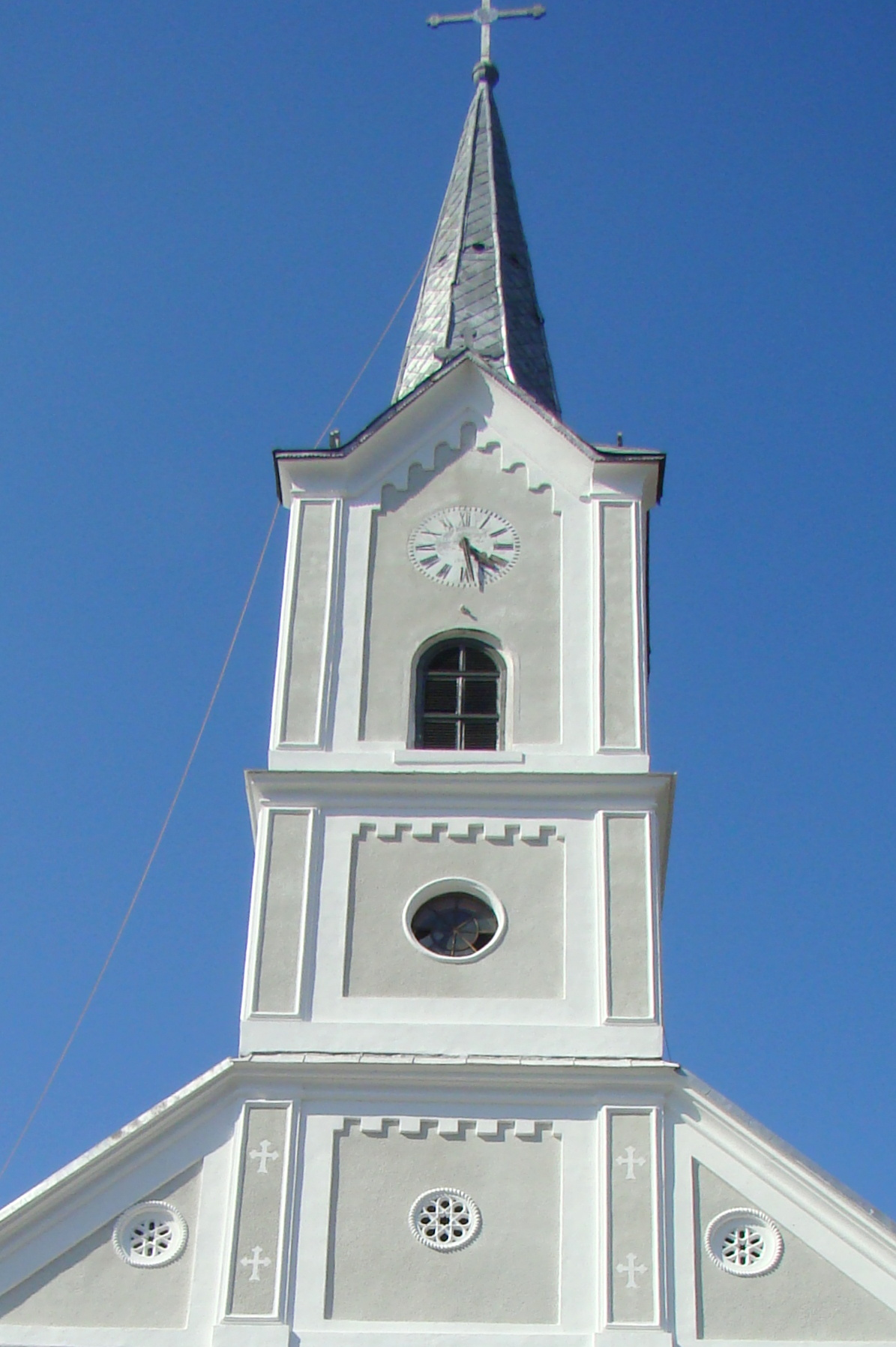
Turnul cu Ceas de la biserica „Sfântul Ierarh Nicolae”

- Muzeul Cuibul Visurilor - în localitatea Maieru
- Turnul cu Ceas de la biserica „Sfântul Ierarh Nicolae”
- Izvoarele de apă minerală 1 - 10
- Valea râului Someșul Mare
- Cariera de Marmură
- Biserica greco-catolică
- Valea Borcutului

## Media
- Website de prezentare https://www.singeorzbai.com/ro Arhivat în 20 august 2017, la Wayback Machine.
- Sângeorz TV - http://www.sangeorztv.ro Arhivat în 7 ianuarie 2014, la Wayback Machine.
- Radio Someșul - http://www.radiosomes.ro

## Personalități
- Artemiu Publiu Alexi (1846-1896), botanist și pedagog
- Grigore Lupoaie (1854 - 1932), deputat în Marea Adunare Națională de la Alba Iulia 1918
- Alexandru Mărcuș (1880 - 1954), deputat în Marea Adunare Națională de la Alba Iulia 1918
- Gabor Nistor (1852 - 1929), deputat la Marea Adunare Națională de la Alba Iulia 1918
- Laurențiu Oanea (1888 - 1970), deputat în Marea Adunare Națională de la Alba Iulia 1918
- Maxim Pop (1838-1892), profesor de istorie și geografie. Studiile: Gimnaziul din Blaj, seminarul teologic din Gherla și seminarul central greco-catolic "Sf. Barbara" din Viena, urmând și istoria la facultatea filosofică și prelegerile catehetice pedagogice, la școala normală principală din Viena. Și-a luat licența la Universitatea din Pesta. Din 1865 a fost profesor la gimnaziul superior românesc din Năsăud, până la moartea sa. A redactat împreună cu V. Petri și C. Anca revista "Magazinul pedagogic" apoi cu Dr. A. P. Alexi "Resbelul orientale" și câteva cărți didactice A desfășurat o intensă activitate în diferite societăți culturale, a scris numeroase articole în gazete și reviste de specialitate. A murit la Năsăud.[11]
- Anton Buga (1899-1993), cleric greco-catolic, disident anticomunist
- Saveta Bogdan (n. 1946), interpretă de muzică populară românească
- Maxim Dumitraș (n. 1958), sculptor, artist plastic, director al Muzeului de Artă Comparată Sângeorz-Băi
- Gavril Balint (n. 1963), fotbalist
- Gheorghe Balint (n.1968) ,prof.univ.dr. Habilitat, primul român care a fost distins cu Internațional Cross of Honor de către Federația Internațională de Educație Fizică , Brazilia;
- Marin Mălaicu-Hondrari (n. 1971), scriitor.

## Imagini

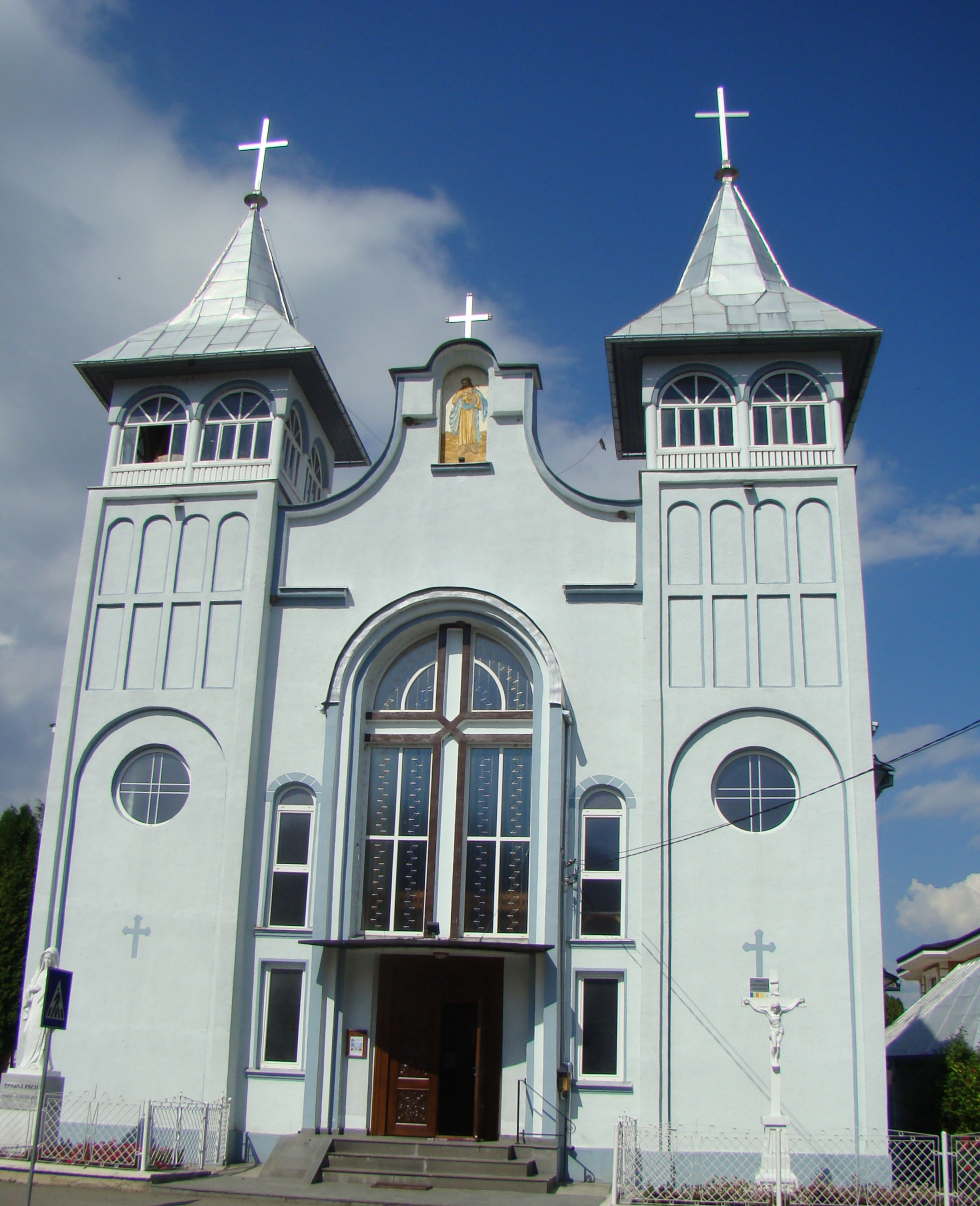
Biserica greco-catolică „Sfântul Gheorghe”
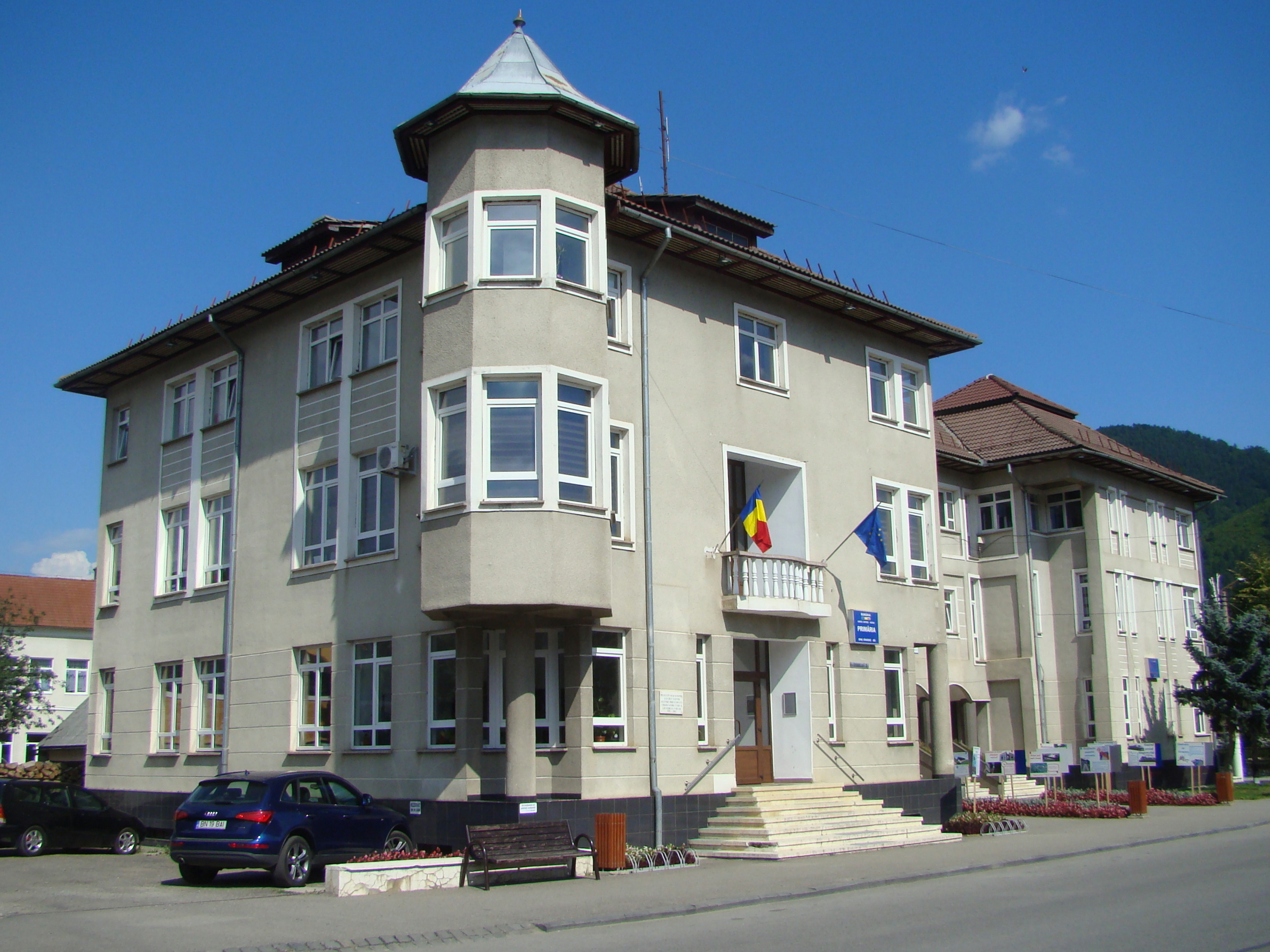
Primăria oraşului Sângeorz-Băi
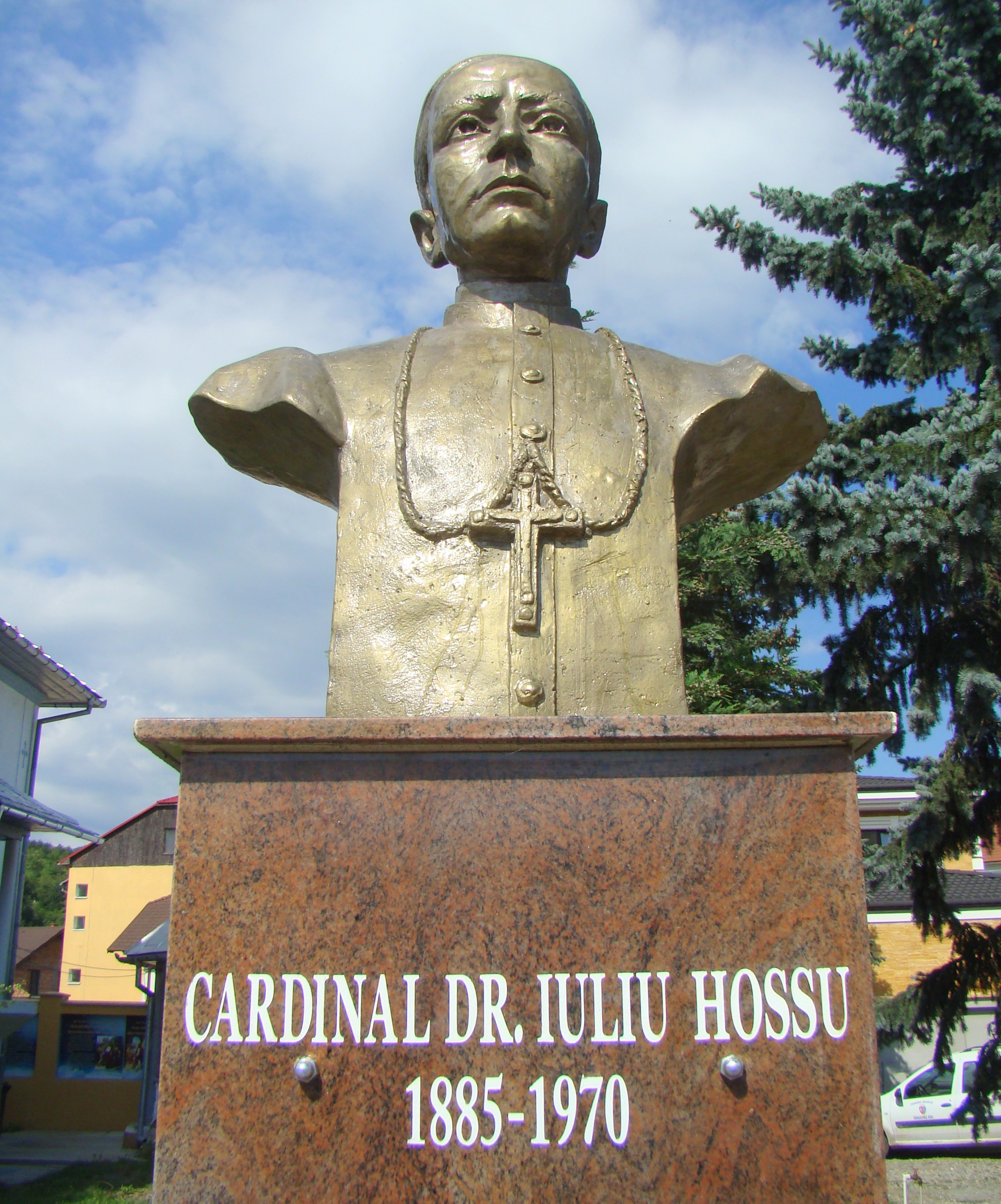
Bustul cardinalului Iuliu Hossu
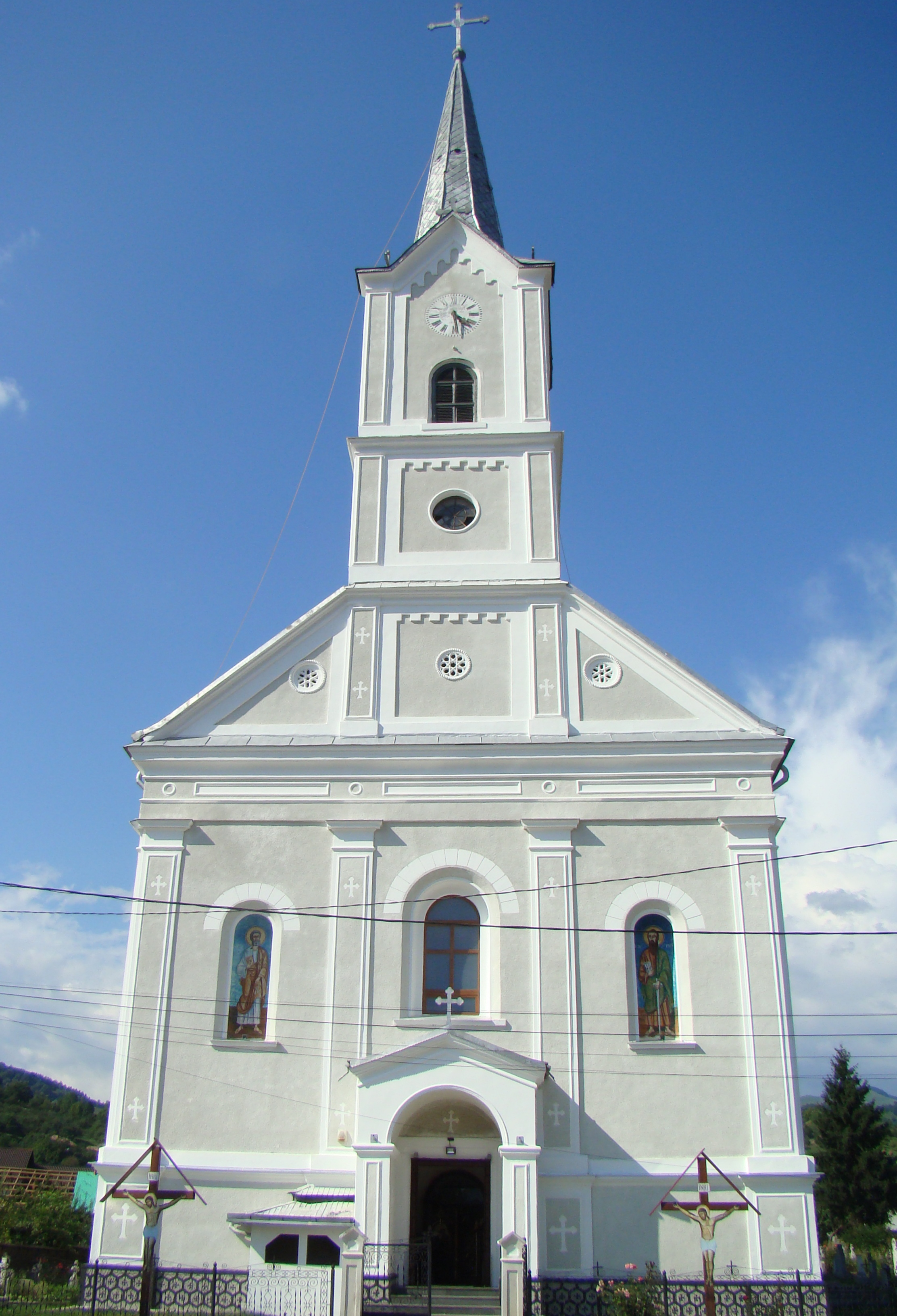
Biserica „Sfântul Ierarh Nicolae”, sfinţită în anul 1880, fosta biserică unită
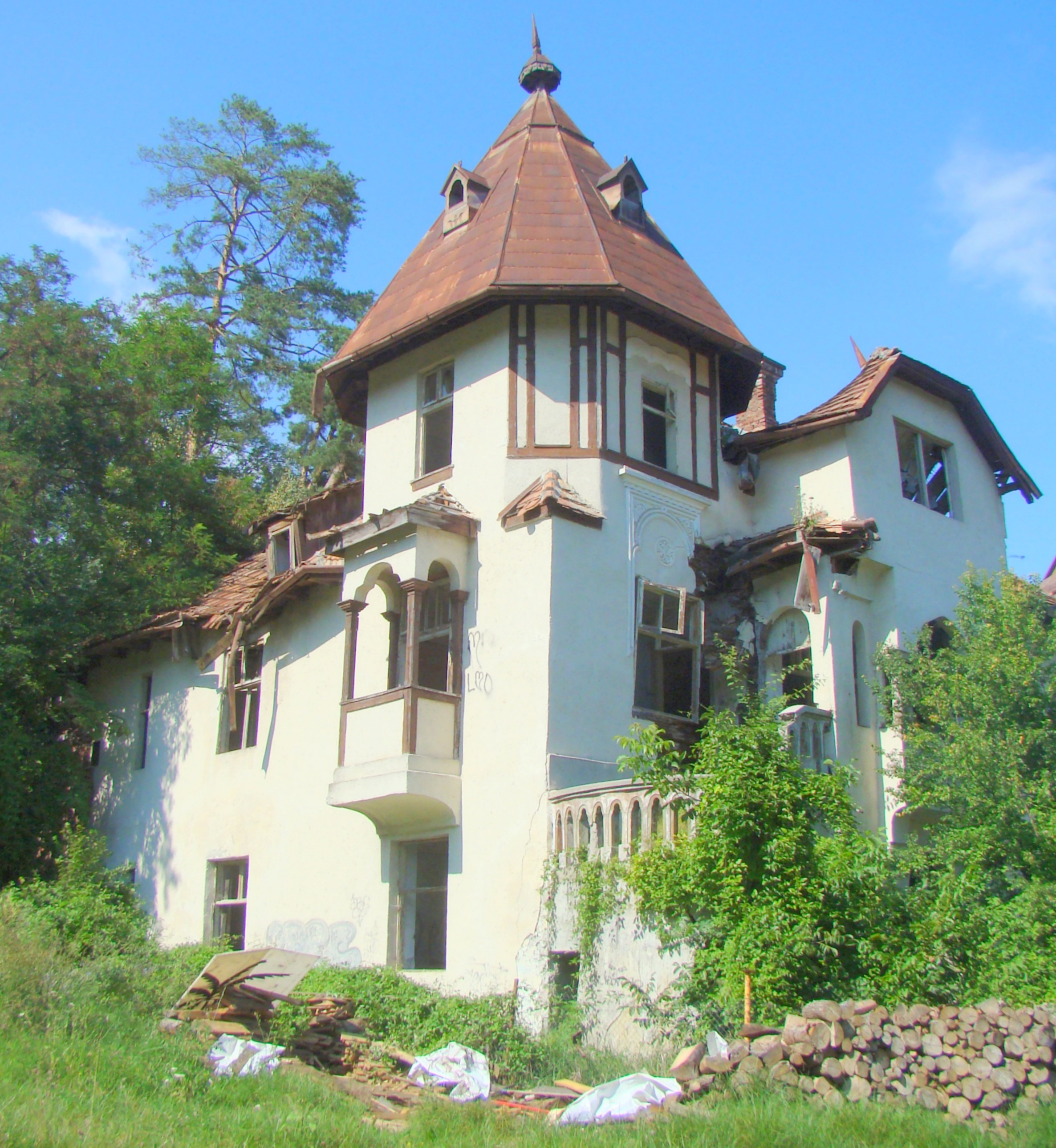
Vila 1 (monument istoric)